# 자크 마크도날

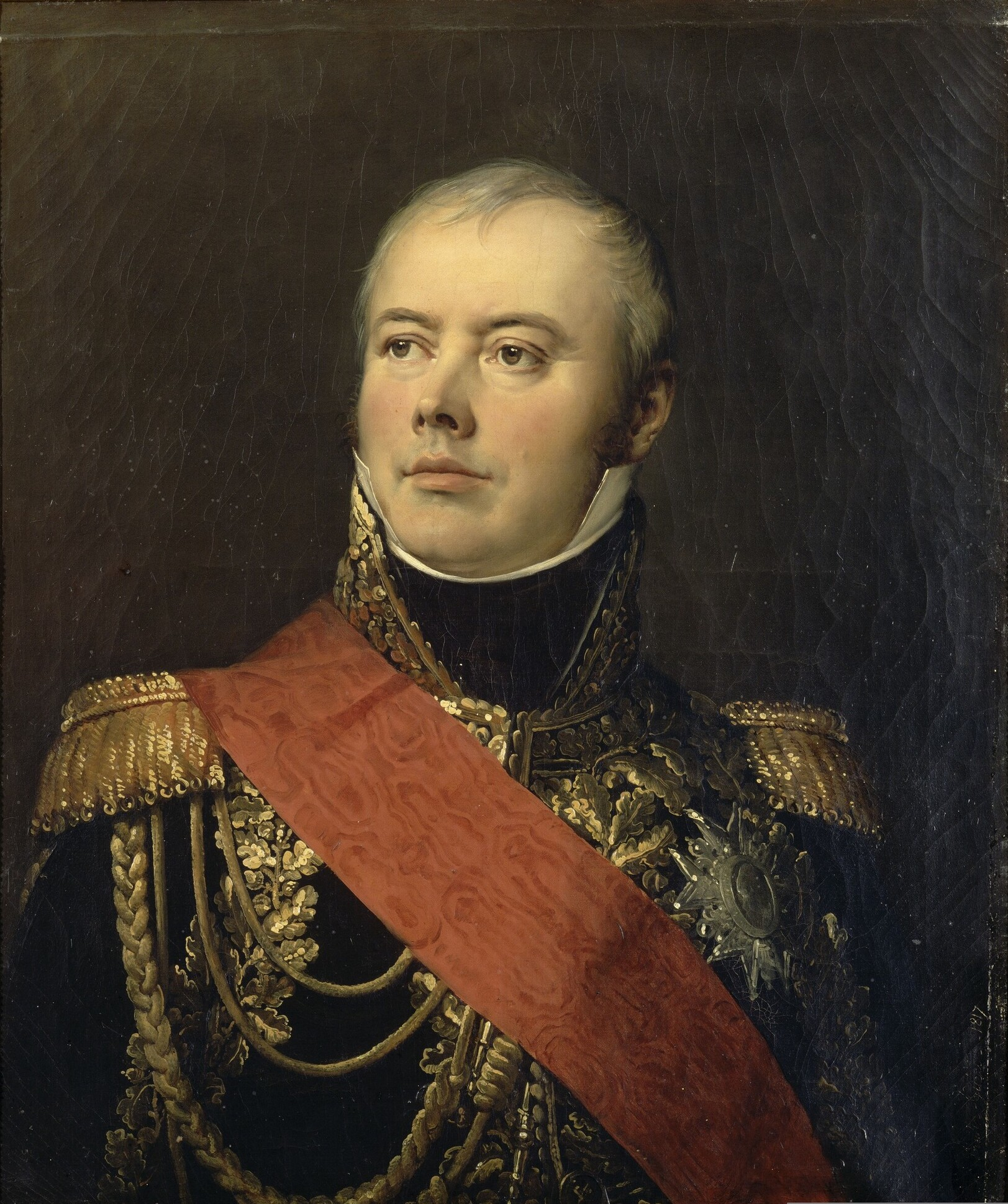
자크 마크도날

에티엔 자크 조제프 알렉산드르 마크도날(Jacques(-Étienne-Joseph)-Alexandre, MacDonald duc de Tarente, 1765년 11월 17일 프랑스 스당~1840년 9월 25일 프랑스 쿠르셀)은 프랑스의 장군으로 나폴레옹 시대 때 제국의 원수를 점령했다.
그러나 이탈리아 제노바에 주둔한 장 빅토르 마리 모로 장군을 지원하기 위해 가던 도중 1799년 6월 17일~6월 19일 이탈리아 트레비아에서 벌어진 전투에서 러시아의 A.V. 수보로프 장군에게 크게 패배했고 이후 1799년 11월 9일 나폴레옹의 브뤼메르 18일 쿠데타로 나폴레옹이 제1통령이 된 후 라인강 우익을 지휘했다.
1800년 스위스~롬바르디아의 스플뤼겐 고개에서 한 겨울을 난 공으로 1801년 프랑스가 오스트리아와의 뤼네빌 조약을 유리하게 체결할 수 있었다. 1804년 모로 장군의 음모와 연루되어 해임당한 후 1809년에 다시 재등용되어 1809년 7월 바그람 전투에서 오스트리아군을 무찌른 공로로 원수와 타랑트 공작에 봉해졌다.
1809년~1810년에 오스트리아, 1810년~1811년 스페인 카탈루냐에서 복무하고 라트비아에 배치되어 러시아 원정에 적극 참여하지 못했다. 1813년 독일 슐레지엔의 카츠바흐 전투에서 블뤼허 원수에게 크게 패하고 라이프치히 전투에서 겨우 목숨을 건져 이후 백일천하 때 루이 18세 편에 서 근위대 소장에 임명되었고 후에 레지옹 도뇌르 훈장까지 받았다.

## 같이 보기
- 개선문에 새겨진 이름들